# 梨园城市森林公园

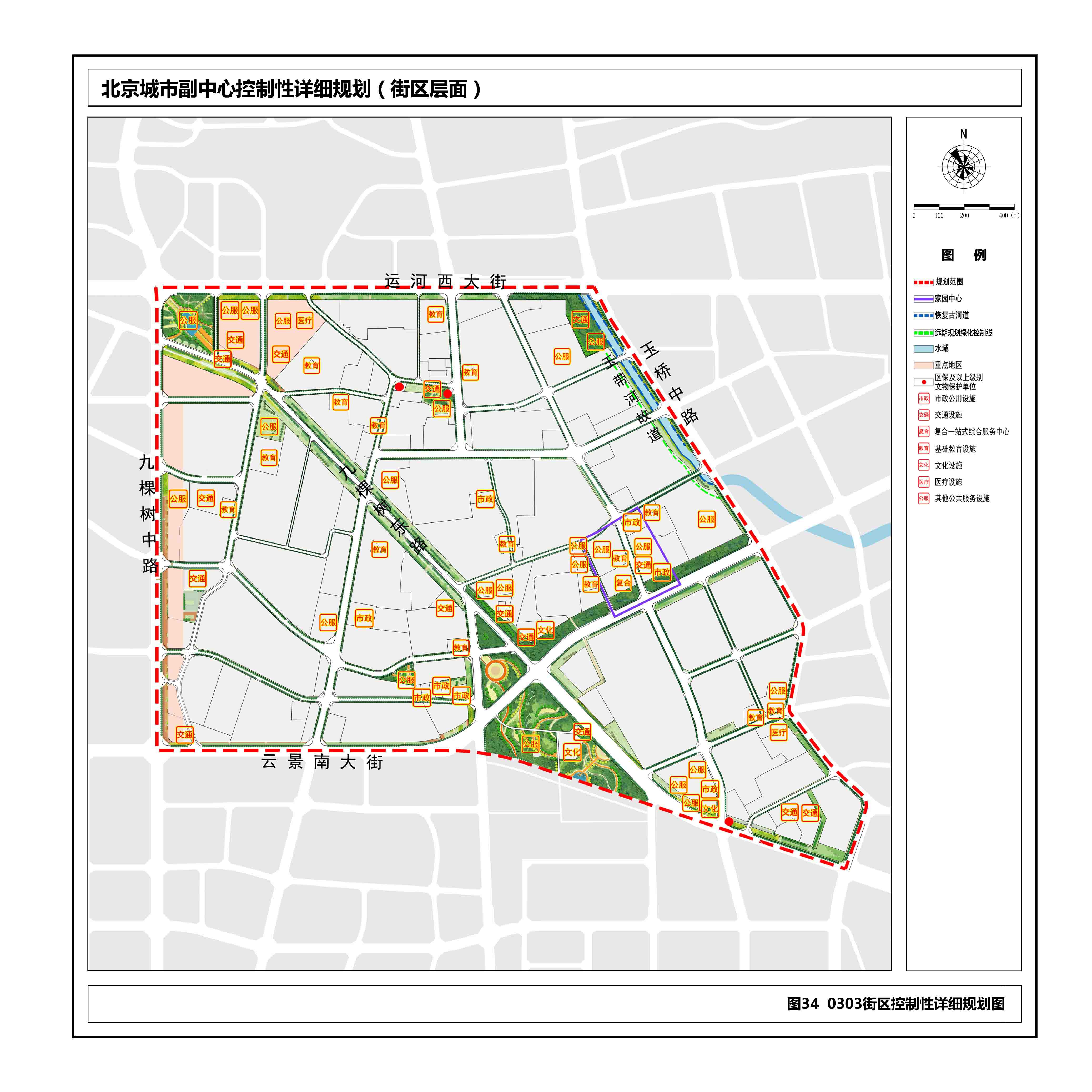
《北京城市副中心控制性详细规划（街区层面）（2016年—2035年）》 0303街区规划图则

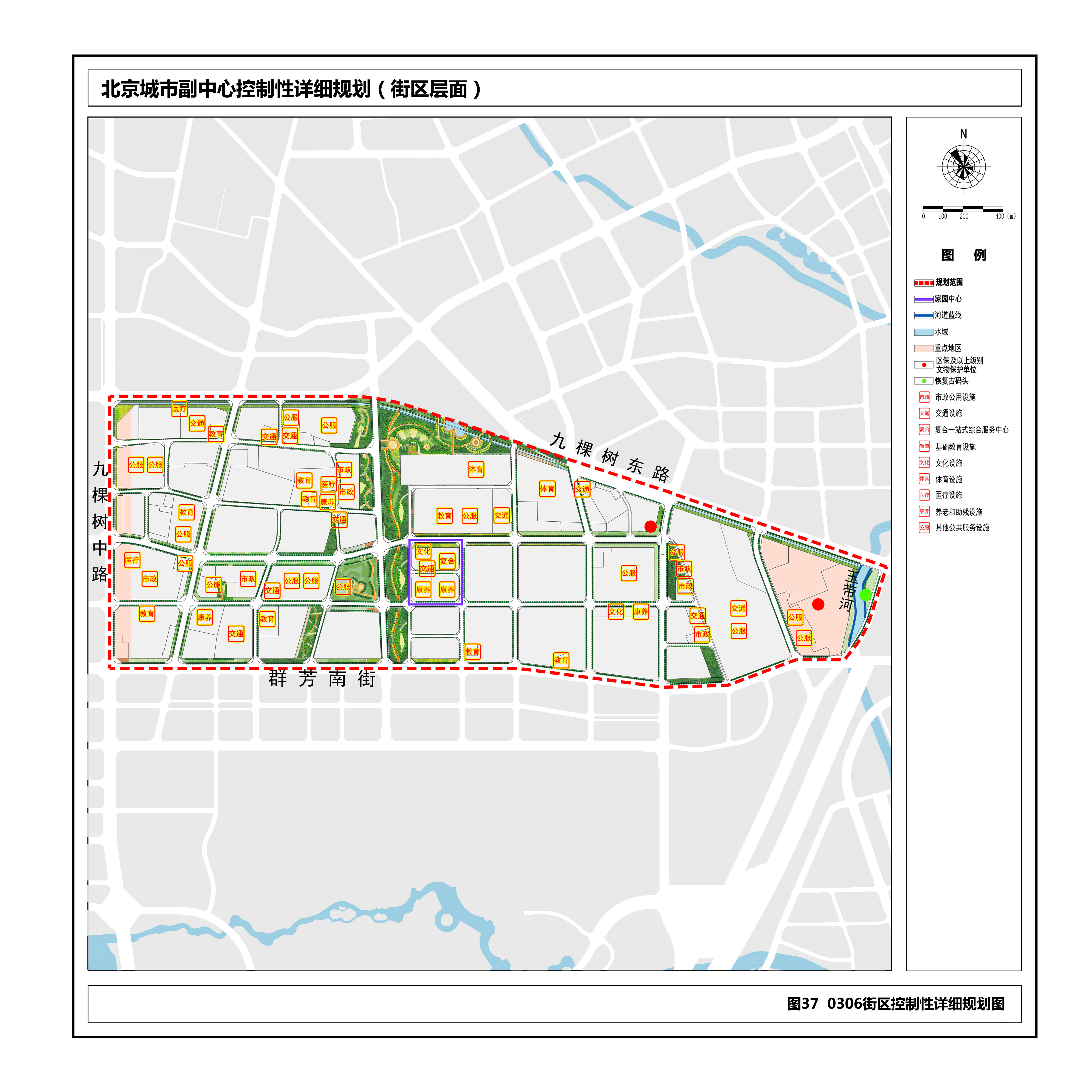
《北京城市副中心控制性详细规划（街区层面）（2016年—2035年）》 0306街区规划图则

梨园城市森林公园是一座规划中的位于北京市通州区梨园镇的公园，西北临云景南大街，东北临九棵树东路及八通线临河里站，南至群芳中二街，东至颐瑞中二街。公园建设规模222141.11平方米，将投资10885.28万元建设。此公园大部分是新建，小部分是已经存在的梨园主题公园。